# Günter Topmann
Günter Topmann (ur. 7 maja 1934 w Bielefeld, zm. 19 sierpnia 2024 tamże) – niemiecki polityk, samorządowiec i policjant, parlamentarzysta krajowy, wieloletni burmistrz Alteny, poseł do Parlamentu Europejskiego II i III kadencji.

## Życiorys
Przyuczał się do zawodu szewca i odbył staż w tym kierunku. Od 1953 służył w policji w miastach Lüdenscheid i Altena. Doszedł do stanowiska głównego inspektora w pionie kryminalnym, pracował m.in. w akademii policyjnej w Brühl.
W 1961 został działaczem Socjaldemokratycznej Partii Niemiec, w 1978 został przewodniczącym partii w dystrykcie w Märkischer Kreis. Od 1970 do 1999 piastował funkcję burmistrza Alteny. W latach 1976–1983 pozostawał deputowanym do Bundestagu, będąc m.in. rzecznikiem partii ds. ruchu drogowego. Działał jako zastępca członka w Zgromadzeniu Parlamentarnym Rady Europy, a od 1976 do 1983 w Zgromadzeniu Unii Zachodnioeuropejskiej. W 1984 i 1989 zdobywał mandat posła do Parlamentu Europejskiego. Przystąpił do grupy socjalistów, był m.in. wiceprzewodniczącym Komisji ds. Transportu i Turystyki (1988–1994) i przewodniczącym Delegacji ds. Stosunków ze Szwajcarią (1989–1992). Później był m.in. członkiem rady nadzorczej firmy Elektromark.